# گونش‌قایه
گونش‌قایه (به لاتین: Günəşqaya) یک منطقهٔ مسکونی در جمهوری آذربایجان است که در شهرستان کلبجر واقع شده‌است.